# Nhà sản xuất trò chơi video
Nhà sản xuất trò chơi video hay video game producer là người cao cấp nhất chịu trách nhiệm giám sát quá trình phát triển trò chơi video.

## Lịch sử
Việc sử dụng thuật ngữ nhà sản xuất (producer) trong lĩnh vực trò chơi được ghi nhận sớm nhất là của Trip Hawkins, người đã thiết lập vị trí này khi ông thành lập ra công ti Electronic Arts vào năm 1982. Hawkins cho biết vào năm 1983:
Về cơ bản, nhà sản xuất quản lí mối quan hệ với nghệ sĩ. Họ tìm thấy tài năng, vạch ra các giao dịch sản phẩm, kí hợp đồng, quản lí rồi hoàn thành chúng. Các nhà sản xuất làm hầu hết những việc mà một giám đốc sản phẩm làm. Họ không đi tiếp thị, mà trong một số trường hợp là các nhà quản lí sản phẩm sẽ làm. Họ không đưa ra quyết định về đóng gói và bán hàng, nhưng họ tham gia vào... họ giống như những người biên tập sách, một chút giống như những nhà sản xuất phim và rất giống với những người quản lí sản phẩm.

Một trò chơi máy tính năm 1982 tên là Time Zone của Sierra On-Line có thể là sản phẩm đầu tiên có "Nhà sản xuất" và "Nhà sản xuất điều hành". Tính đến cuối năm 1983, Electronic Arts có năm nhà sản xuất: Đó là một người tiếp thị sản phẩm và hai người tiếp thị sản phẩm khác từ công ti Apple trước đây của Hawkins ("giỏi làm việc với những kĩ thuật viên"), một nhân viên bán hàng cũ và nhà tuyển dụng điều hành của IBM, và một nhà tiếp thị sản phẩm từ công ti Automated Simulations (nay là Epyx); nó đã phổ biến việc sử dụng chức danh này trong ngành. Tầm nhìn của Hawkins - bị ảnh hưởng bởi mối quan hệ của ông với Jerry Moss - là các nhà sản xuất sẽ quản lí những nghệ sĩ và vốn tiết mục theo cách giống như trong lĩnh vực kinh doanh âm nhạc, và Hawkins đã mời các nhà sản xuất nhạc từ hãng A&M Records nhằm giúp đào tạo những nhà sản xuất đầu tiên đó. Công ti Activision nổi tiếng đã đưa Brad Fregger trở thành nhà sản xuất đầu tiên của họ vào tháng 4 năm 1983.
Mặc dù thuật ngữ này đã trở thành một tiêu chuẩn công nghiệp ngày nay, nó từng bị nhiều nhà điều hành trò chơi và các thành viên báo chí bác bỏ là "bắt chước Hollywood" vào thời điểm đó. Trong toàn bộ lịch sử của chức danh này, vai trò của nhà sản xuất trò chơi video đã được xác định theo nhiều cách khác nhau, bởi nhiều công ti khác nhau và các nhà phát triển khác nhau, và cũng có nhiều vị trí trong ngành được gọi là nhà sản xuất (producer).
Có tương đối ít siêu sao sản xuất trò chơi song song với sản xuất phim ảnh, một phần vì các nhà sản xuất hàng đầu thường được tuyển dụng bởi các chủ báo, những người mà chọn cách công khai các đóng góp của họ. Không giống như nhiều đối tác của họ trong lĩnh vực điện ảnh hay âm nhạc, nhà sản xuất kiểu này không điều hành các công ti độc lập của riêng mình.

## Các loại nhà sản xuất
Hầu hết các trò chơi video và trò chơi máy tính được phát triển bởi các hãng phát triển bên thứ ba. Trong những trường hợp này, có thể có các nhà sản xuất bên ngoài và nội bộ. Các nhà sản xuất bên ngoài có thể đóng vai trò là "nhà sản xuất điều hành" và được hãng phát hành trò chơi thuê. Các nhà sản xuất nội bộ thì làm việc cho chính hãng phát triển và đảm nhận nhiều vai trò hơn. Tuy nhiên, một số hãng phát triển trò chơi không có nhà sản xuất nội bộ và có thể chỉ dựa vào nhà sản xuất của bên hãng phát hành.
Đối với nhà sản xuất nội bộ, các nhà sản xuất liên kết có xu hướng chuyên môn hóa một lĩnh vực, tùy thuộc vào nhóm mà họ đang sản xuất và họ có nền tảng kĩ năng gì. Những chuyên môn này bao gồm nhưng không giới hạn ở: lập trình, thiết kế, nghệ thuật, âm thanh và đảm bảo chất lượng. Một nhà sản xuất bình thường thường là người quản lý dự án và chịu trách nhiệm giao sản phẩm cho nhà xuất bản đúng thời hạn và ngân sách. Một nhà sản xuất điều hành sẽ quản lí tất cả mọi sản phẩm trong công ti và đảm bảo rằng các trò chơi đang đi đúng hướng, nhằm đạt được mục tiêu của họ, cũng như tuân theo các mục tiêu và định hướng của công ti.
Khi các trò chơi ngày càng phát triển lớn hơn và đắt đỏ hơn, các nhà sản xuất hiện trường (line producer) đã trở thành một phần của một số nhóm phát triển. Dựa trên truyền thống làm phim, các line producer tập trung vào việc lập lịch dự án, chi phí để đảm bảo các tựa sản phẩm được hoàn thành đúng thời gian và ngân sách.

## Trách nhiệm
Một nhà sản xuất nội bộ tham gia rất nhiều vào việc phát triển, thông thường là ở một trò chơi duy nhất. Trách nhiệm đối với vị trí này có sự khác nhau giữa các công ti, nhưng nhìn chung thì người ở vị trí này có các nhiệm vụ sau:
- Đàm phán hợp đồng, bao gồm cả hợp đồng cấp phép
- Hoạt động như một liên lạc viên giữa nhân viên phát triển và các bên liên quan cấp trên (hãng phát hành hoặc nhân viên điều hành)
- Phát triển, duy trì lịch trình và ngân sách
- Giám sát hoạt động sáng tạo (nghệ thuật & thiết kế), phát triển kĩ thuật (lập trình game) của trò chơi
- Đảm bảo sự kịp thời (chẳng hạn như các mốc quan trọng trong dự án)
- Lên lịch đảm bảo chất lượng kịp thời (thử nghiệm game)
- Sắp xếp cho thử nghiệm beta và các nhóm tập trung (nếu có)
- Sắp xếp để địa phương hóa sản phẩm
- Giới thiệu ý tưởng trò chơi cho hãng phát hành

Tóm lại, nhà sản xuất nội bộ chịu trách nhiệm cuối cùng trong việc phân phối kịp thời và chất lượng cuối cùng của trò chơi.
Đối với các trò chơi nhỏ, nhà sản xuất có thể tương tác trực tiếp với nhân viên lập trình và sáng tạo. Đối với các trò chơi lớn hơn, nhà sản xuất sẽ tìm kiếm sự hỗ trợ của lập trình viên chính, trưởng nhóm nghệ thuật, nhà thiết kế game và trưởng nhóm thử nghiệm. Mặc dù theo thông lệ, nhà sản xuất thường xuyên gặp gỡ toàn bộ nhân viên phát triển, nhưng đối với các trò chơi quy mô lớn hơn, họ sẽ chỉ gặp những người dẫn đầu một cách thường xuyên để cập nhật về tình trạng phát triển. Trong các studio nhỏ, nhà sản xuất có thể lấp đầy bất kì sự thiếu hụt nào trong đội ngũ sản xuất bằng cách thực hiện vài công việc kì quặc là viết hướng dẫn sử dụng trò chơi hoặc sản xuất luôn nội dung trò chơi.
Đối với hầu hết các trò chơi, nhà sản xuất không có vai trò lớn, nhưng vẫn có một số ảnh hưởng đến sự phát triển của công việc thiết kế trò chơi video. Mặc dù không phải là một nhà thiết kế game, nhà sản xuất phải đưa những mong muốn của hãng phát hành hoặc quản lí cấp trên vào thiết kế. Họ thường tìm kiếm sự hỗ trợ của nhà thiết kế trò chơi trong nỗ lực này. Vì vậy, thiết kế trò chơi cuối cùng là kết quả của sự nỗ lực đến từ nhà thiết kế và cả một số ảnh hưởng từ nhà sản xuất.

## Đền bù
Nhìn chung, các nhà sản xuất trò chơi video kiếm được nhiều thứ ba trong số các vị trí phát triển trò chơi, sau vị trí kinh doanh (quản lí) và lập trình viên. Theo một cuộc khảo sát hàng năm về mức lương trong ngành, các nhà sản xuất kiếm được trung bình 75.000 USD mỗi năm. Một nhà sản xuất trò chơi điện tử với ít hơn 3 năm kinh nghiệm kiếm được trung bình khoảng 55.000 đô la mỗi năm. Một nhà sản xuất trò chơi video với hơn 6 năm kinh nghiệm kiếm được trung bình hơn 125.000 đô la mỗi năm. Mức lương của một nhà sản xuất trò chơi video sẽ khác nhau tùy thuộc vào khu vực và studio.

## Giáo dục
Hầu hết các nhà sản xuất trò chơi video đều hoàn thành chương trình cử nhân về thiết kế trò chơi, khoa học máy tính, phương tiện kĩ thuật số hoặc kinh doanh. Các ngôn ngữ lập trình máy tính phổ biến để phát triển trò chơi điện tử bao gồm C, C++, Assembly, C# và Java. Một số khóa học phổ biến là truyền thông, toán học, kế toán, nghệ thuật, mô hình kĩ thuật số và hoạt hình.
Người sử dụng lao động thường yêu cầu ba năm kinh nghiệm cộng thêm, vì một nhà sản xuất phải trải qua chu kì phát triển nhiều lần để thực sự hiểu được mức độ khó lường của hoạt động kinh doanh. Con đường phổ biến nhất để trở thành nhà sản xuất trò chơi điện tử bắt đầu bằng việc đầu tiên làm kiểm thử viên trò chơi, sau đó tiến lên bậc thang đảm bảo chất lượng và cuối cùng là sản xuất. Điều này sẽ dễ dàng thực hiện hơn nếu một người ở lại cùng một studio, gặt hái được những lợi ích từ việc xây dựng mối quan hệ với bộ phận sản xuất.